# یرسینیا هیبرنیکا
یرسینیا هیبرنیکا (به انگلیسی: Yersinia hibernica) نوعی باکتری از سرده‌ی یرسینیا است که اولین بار از مزرعه‌ی پرورش خوک جداسازی شد. علاوه بر محیط‌های مرتبط با خوک، این باکتری از مدفوع موش صحرایی قهوه‌ای و برگچه‌خوار نیز جداسازی شده‌است. این گونه سابقاً با یرسینیا انتروکولیتیکا و یا یرسینیا کریستنسنی اشتباه گرفته می‌شد، اما با توجه به عدم تخمیر قند ساکارز، با کمک تست بیوشیمیایی از آن دو قابل تفکیک است.